# Centre-ville de Chicoutimi
Le Centre-ville de Chicoutimi est le quartier économique historique et le siège d’une grande partie des institutions publiques de l'arrondissement Chicoutimi à Saguenay, au Québec (Canada). Il se situe approximativement entre la rivière Saguenay et le boulevard de l’Université et est délimité par le boulevard Saint-Paul à l’ouest et la rue Bégin, la rue Jacques-Cartier et la rue Racine à l’est. 
Au XIXe siècle, la désignation de Chicoutimi comme chef-lieu du comté et l’implantation de l’évêché et la cathédrale du diocèse établit le centre-ville de Chicoutimi comme siège du pouvoir institutionnel au Saguenay-Lac-Saint-Jean. Le développement économique de la ville au début XXe siècle en fait le centre économique de la région et le siège social des compagnies forestières comme la Price Brothers and Company et la Compagnie de Pulpe de Chicoutimi. Avec l’expansion urbaine de la ville au cours de la seconde moitié du XXe siècle, ce quartier perd peu à peu son rôle commercial face au Boulevard Talbot et ses centres commerciaux. Revitalisé au cours des années 1990, il se révèle aujourd'hui comme une plate-forme culturelle et touristique importante.          

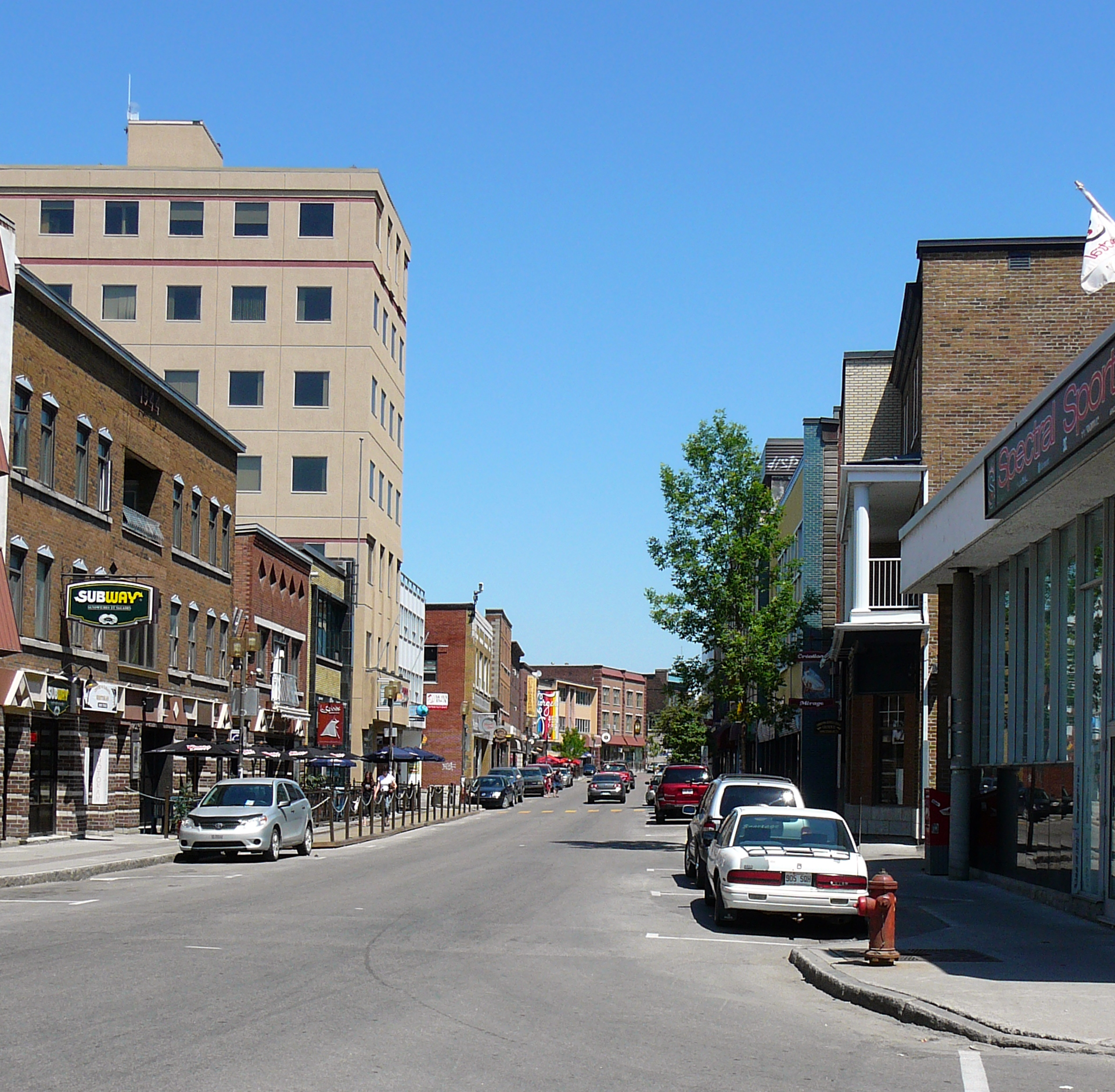
La rue Racine

## Situation
Le centre-ville de Chicoutimi est situé à l'est de la confluence de la rivière Saguenay et la rivière Chicoutimi dans une dépression du graben du Saguenay face à Chicoutimi-Nord. Il est traversé  par la rivière aux Rats  qui est canalisé sous terre du parc Rosaire-Gauthier à la rue de l'Hôtel de Ville. 
Il est délimité à l'est par l'intersection de la rue racine et du boulevard Saguenay Est (Fée des bois) en bordure de la rivière Saguenay. La limite est longe ensuite la rue Racine direction sud-ouest jusqu'à l'intersection avec la rue du Séminaire qu'elle suit jusqu'à la rue de l'Hôtel-Dieu puis l'intersection avec Jacques-Cartier Est. La limite sud suit la rue Jacques-Cartier Est jusqu'à la rue Bégin qu'elle emprunte direction sud vers le boulevard de l'Université. Le boulevard de l'Université constitue la limite sud de la rue Bégin au boulevard Saint-Paul qui est la limite ouest jusqu'au pont Dubuc.

## Histoire

### Bâtiments importants
- Cathédrale Saint-François-Xavier de Chicoutimi
- Cégep de Chicoutimi
- Hôtel de ville de Saguenay
- Zone Portuaire
- Pont Sainte-Anne
- Centre hospitalier de la Sagamie (commutanément appelé Hôpital de Chicoutimi)